# Helena Cain
Admirał Helena Cain – fikcyjna postać w serialu science fiction Battlestar Galactica, grana przez Michelle Forbes. Przed zniszczeniem Dwunastu Kolonii, flagowy okręt Heleny Cain, Battlestar Pegasus, został zadokowany w stoczni planety Scorpia w celu remontu. Podczas ataku Cylonów Battlestar Pegasus został poważnie uszkodzony. Admirał Helena Cain wydała rozkaz odwrotu i wykonała skok w podprzestrzeń bez podania współrzędnych. W czasie ucieczki przed Cylonami Cain podjęła decyzję o walce z kilkoma Baseshipami, na którą nie zgodził się pierwszy oficer (i jej bliski przyjaciel) Jurgen Belzen i odmówił wykonania rozkazu, za co Cain zastrzeliła go na mostku dowodzenia na oczach całej załogi. Battlestar Pegasus przetrwał zagładę Dwunastu Kolonii, ponieważ w chwili cylońskiego ataku pokładowa sieć była wyłączona na czas modernizacji okrętu w orbitalnych stoczniach planety Skorpion. Przez następnych kilka tygodni Inviere razem z porucznik Kendrą Show przywracała do stanu używalności sieć komputerową. W trakcie tego okresu zaprzyjaźniła się z nią i zdobyła jej zaufanie, w następstwie czego porucznik udostępniła jej swoje kody dostępu do sieci na Pegasusie.
Od tamtej pory Battlestar Pegasus prowadził wojnę podjazdową z Cylonami. Gina Inviere zinfiltrowała Battlestar Pegasus jako cywilny specjalista od sieci komputerowych. Na pierwszy cel admirał Helena Cain wybrała zasugerowany przez Inviere przekaźnik komunikacyjny, nieświadomie wpadając w zastawioną przez Cylonów pułapkę. W trakcie ataku Pegasusa na przeważające siły wroga, Inviere, wykorzystując kody dostępu otrzymane od Kendry Show, sparaliżowała centralne sterowanie podsystemami uzbrojenia okrętu, co umożliwiło cyloński abordaż. W trakcie walk w korytarzach okrętu porucznik Show z niedowierzaniem zobaczyła kopię Szóstki w towarzystwie cylońskiego Centuriona i zabiła ją. Gina Inviere została aresztowana.
Po pół roku Battlestar Pegasus przez przypadek nawiązali kontakt z Galactiką.
Admirał Helena Cain jako starsza stopniem przejęła dowództwo nad flotą od komandora Adamy.
Bardzo szybko doszło do konfliktu pomiędzy Heleną Cain a Adamą. Przyczyną konfliktu było skazanie dwóch ludzi Adamy na śmierć przez Helenę Cain bez sądu.
Inviere, przy pomocy Gaiusa Baltara, w zamieszaniu po udanym ataku na RS (Resurrection Ship) przedostała się do kwatery admirał i zabiła ją.